# سیلاواتورای
سیلاواتورای (به لاتین: Silavathurai) یک منطقهٔ مسکونی در سری‌لانکا است که در Musalai Divisional Secretariat واقع شده‌است.